# Guguan
Guguan je menší neobydlený ostrov vulkanického původu, nacházející se v centrální části souostroví Severní Mariany, asi 30 km jižně od ostrova Alamagan a 64 km severovýchodně od ostrova Sarigan. Ostrov má délku 2,8 km a plochu něco přes 4 km2.
Severní část ostrova tvoří menší stratovulkán, na jižní části se nachází erodovaná kaldera s postkalderovým dómem. Poslední vulkanická aktivita na ostrově se odehrála mezi lety 1882 a 1884, kdy došlo k vytvoření severního vulkánu.